# Азмет Джах
Наваб Валашан Мир Азмет Али Хан Сиддики Баяфанди Бахадур, также известен как принц Азмет Джах (род. 23 июля 1962) — английский профессиональный фотограф и потомок династии Низамов Хайдарабада и Османской династии.
После смерти отца Мукаррама Джаха стал главой династии, как титулярный низам Хайдарабада.

## Биография

### Ранняя жизнь
Азмет Джах родился 23 июля 1962 года в Лондоне (Англия). Старший сын принца Мукаррама Джаха (1933—2023), титулярного низама Хайдарабада (с 1967 года), и османской принцессы Эсры (род. 1936). Он имеет ученую степень в области кинематографии.

### Карьера
Азмет Джах работал в кино над фильмами со Стивеном Спилбергом и Ричардом Аттенборо. Он также работал в качестве оператора в ряде голливудских фильмов, таких как «Основной инстинкт», «Последний крестовый поход».
В 2011 году он заявил, что работает над двумя фильмами, один из которых о его прадеде, Мир Османе Али Хане, седьмом и последнем низаме Хайдарабада.
После смерти отца 14 января 2023 года стал титулярным низамом Хайдарабада.

### Личная жизнь
В мае 1996 года в Кенсингтоне (Лондон) Азмет Джах женился на принцессе Бегум Сахибе Наз Джах (урожденной Зейнеп Наз Гувендирен) (род. 14 ноября 1959), дочери Алтана Гувендирена и его жены, Эвин Ханум . У супругов родился один сын:
- Принц Мурад Джах, Наваб Мир Мухаммад Мурад Али Хан Бахадур (род. 1998)

В настоящее время принц Азмет Джах проживает в Англии.